# Santa Maria de la Creu
|  | No s'ha de confondre amb Santuari de Santa Maria de la Creu. |

Santa Maria de la Creu, també coneguda com a Santa Maria de la Santa Creu, Santa Maria del Bosc o la Santa Creu del Bosc fou una capella romànica del terme municipal de Bigues i Riells, al Vallès Oriental, en l'àmbit del poble de Bigues i a prop del terme amb l'Ametlla del Vallès.
Les primeres referències documentals cal cercar-les al segle xiii. No va passar mai de ser una modesta capella, probablement per aquest motiu ja consta com enrunada al segle xvi, tot i que potser, en el segle xiv, va ser habitada per una comunitat.

## Història
La seva proximitat al termenal fa que sovint aparegui citada també entre les restes històriques de l'Ametlla del Vallès, tot i que és dins del terme biguetà.
Aquesta posició al límit dels pobles de Bigues i l'Ametlla del Vallès va fer que es produïssin múltiples plets entre els rectors de tots dos pobles per la seva jurisdicció. El bisbe de Barcelona va autoritzar que l'any 1599 es demolís pel seu estat de ruïna, alhora que va reconèixer que era jurisdicció de Bigues. Aquestes disputes donen peu a una llegenda que explica que davant les baralles entre Bigues i l'Ametlla per la capella de Santa Creu, es va acordar que la capella seria de qui arribés primer, sortint des de la seva parròquia a una hora pactada del matí. Els veïns de Bigues no van respectar l'acord del tot i no van esperar que sonessin les campanades de l'església de Sant Pere sinó que ho van fer a can Fabrera, masia molt propera a Santa Creu. Això els va permetre d'arribar abans que els veïns de l'Ametlla i guanyar la capella.De fet, dona nom al barri ametllatà de la Santa Creu.
Avui en dia només se'n conserven restes d'un mur d'uns 5 metres de llargada i 1'5 d'alçada. Per l'entorn s'observen forces materials constructius.